# Kim Sang-joong
Kim Sang-joong (en hangul, 김상중) (6 de agosto de 1965) es un actor surcoreano. Conocido por haber protagonizado los dramas My Husband's Woman (2007), City Hunter (2011), y The Chaser (2012).

## Biografía
Antes de convertirse en actor, Kim Sang Joong se unió a la Marina surcoreana. Pero luego de graduarse de la Universidad Dongguk con una licenciatura en teatro y cine, se embarcó en una carrera en la actuación a los 25 años. 

## Carrera
Debutó como actor en la obra teatral I Love Bread en 1990, y fue uno de los cofundadores de la compañía de teatro Extreme Legend. Pronto entró al cine y a la televisión, haciéndose conocido por su distintiva voz, y por su actuación calmada y confiada, a menudo con personajes moralmente ambiguos. Entre sus notables roles en series de televisión, se incluye a un hombre de mediana edad teniendo una aventura con la esposa de su mejor amigo en My Husband's Woman en 2007, al monarca principal en Eight Days, Assassination Attempts against King Jeongjo en el mismo año, a un exagente surcoreano que entrena a su hijo adoptivo como un arma para tomar venganza contra su nación en City Hunter en 2011, y a un candidato presidencial dispuesto a cualquier actividad con el único propósito de ganar, incluyendo el encubrimiento y el asesinato en The Chaser en 2012.
En la pantalla grande, Sang Joong fue elogiado por su actuación cómica en My Boss, My Teacher en el año 2006, y también ha actuado en películas del director Hong Sang Soo, tales como The Day He Arrives (2011) y Our Sunhi (2013).
Desde 2008, Sang Joong ha sido el presentador de I Would Like to Know, un programa de larga duración con un formato similar a Unsolved Mysteries.

## Vida personal
Sang Joon es el tercero de seis hermanos, tiene dos hermanos y tres hermanas. Se casó en 1991, pero se divorció en 1999. Tiene un hijo que nació en 1993.

## Filmografía

### Películas
| Año  | Título                       | Rol                            |
| ---- | ---------------------------- | ------------------------------ |
| 1991 | Money, Money, Money          | Jung Ah                        |
| 1992 | The Love War                 | Charlie Brown                  |
| 1996 | Grown-ups Grill the Herring  | Bae Hyun Soo (cameo)           |
| 1997 | Maria and the Inn            | Ki Tae                         |
| 2000 | The Promenade                | Lee Young Hoon                 |
| 2000 | Anarchists                   | Han Myung Gon                  |
| 2000 | Jakarta                      | Hae Ryong                      |
| 2001 | My Boss, My Hero             | Jefe de Doo Shik (cameo)       |
| 2002 | An Unlikely Farewell         | (corto)                        |
| 2006 | My Boss, My Teacher          | Oh Sang Jung                   |
| 2006 | Hanbando                     | Emperador Gojong               |
| 2006 | Holy Daddy                   | Jang Seok Jo/Ángel             |
| 2006 | Flushed Away                 | Le Frog (Voz, doblaje coreano) |
| 2008 | Like Father, Like Son        | Tae Soo                        |
| 2009 | City of Damnation            | Yang Kwang Seob                |
| 2011 | The Day He Arrives           | Young Ho                       |
| 2013 | Our Sunhi                    | Choi Dong Hyun                 |
| 2019 | The Bad Guys: Reign of Chaos | [ 5 ]                          |

### Series de televisión
| Año  | Título                                                  | Rol                                   | Canal | Ref.                |
| ---- | ------------------------------------------------------- | ------------------------------------- | ----- | ------------------- |
| 1992 | Sons and Daughters                                      | Primo de Mi Yeon                      | MBC   |                     |
| 1992 | 님이여                                                  | Yoon Bong Gil                         | MBC   |                     |
| 1992 | The Sun Shone Outside the Window                        | Choi Chang Soo                        | MBC   |                     |
| 1993 | 3rd Republic                                            | Park Sang Hee                         | MBC   |                     |
| 1993 | Adolescence                                             | Profesor Kim                          | MBC   |                     |
| 1993 | Mountain Wind                                           |                                       | MBC   |                     |
| 1994 | Stranger in Paradise                                    | Myeong Gyu                            | MBC   |                     |
| 1994 | My Son's Woman                                          | Jang Han Soo                          | MBC   |                     |
| 1995 | Kim Gu                                                  | Kim Gu                                | KBS1  |                     |
| 1995 | Do You Remember Love?                                   | Joo Hyeong                            | MBC   |                     |
| 1995 | 4th Republic                                            | Mun Se Gwang                          | MBC   |                     |
| 1995 | Men of the Bath House                                   | Kang Ho Joon                          | MBC   |                     |
| 1996 | Widow                                                   | Lee Jong Sang                         | MBC   |                     |
| 1997 | The Mountain                                            | Primo Woo Tae                         | MBC   |                     |
| 1997 | Woman Next Door                                         | Na Kang Woo                           | SBS   |                     |
| 1997 | When She Beckons                                        | Kim In Wook                           | KBS2  |                     |
| 1998 | As We Live Our Lives                                    |                                       | KBS1  |                     |
| 1998 | Lie                                                     | Lee Dong Jin                          | KBS2  |                     |
| 1998 | Hong Gil Dong                                           | Lee Eop                               | SBS   |                     |
| 1998 | Crush                                                   | Oh Chang Soo                          | KBS2  |                     |
| 1998 | Paper Crane                                             | Jo Moon Hyeong                        | KBS2  |                     |
| 1999 | Tomato                                                  | Cha Gi Joon                           | SBS   |                     |
| 1999 | Ghost                                                   | Ji Seung Don                          | SBS   |                     |
| 1999 | Sweet Bride                                             |                                       | SBS   |                     |
| 2000 | Legends of Love                                         | Jeong Hwan                            | SBS   |                     |
| 2000 | SWAT Police                                             | Baek Seong Cheol                      | SBS   |                     |
| 2002 | Dawn of the Empire                                      | Rey Gwangjong                         | KBS1  |                     |
| 2004 | 2004 Human Market                                       | Yoo Ki Ha                             | SBS   |                     |
| 2004 | Choice                                                  | Lee Hae Joon                          | SBS   |                     |
| 2006 | Princess Hours                                          | Príncipe heredero Lee Soo             | MBC   |                     |
| 2007 | My Husband's Woman                                      | Hong Joon Pyo                         | SBS   |                     |
| 2007 | Eight Days, Assassination Attempts against King Jeongjo | King Jeongjo                          | CGV   |                     |
| 2008 | Mom's Dead Upset                                        | Na Sam Seok                           | KBS2  |                     |
| 2010 | Life Is Beautiful                                       | Yang Byung Joon                       | SBS   |                     |
| 2011 | City Hunter                                             | Lee Jin Pyo/Steve Lee                 | SBS   |                     |
| 2012 | The Chaser                                              | Kang Dong Yoon                        | SBS   |                     |
| 2013 | Master's Sun                                            | Mystery Z TV host (cameo, episodio 2) | SBS   |                     |
| 2013 | Golden Rainbow                                          | Kim Han Joo                           | MBC   |                     |
| 2014 | A New Leaf                                              | Cha Young Woo                         | MBC   | [ 6 ]               |
| 2014 | Doctor Stranger                                         | Park Cheol (cameo)                    | SBS   |                     |
| 2014 | Bad Guys                                                | Oh Gu Tak                             | OCN   | [ 7 ]               |
| 2015 | The Jingbirok: A Memoir of Imjin War                    | Yu Seong Ryong                        | KBS1  |                     |
| 2017 | Rebel: Thief Who Stole the People Prelude               | Hong-ah Mo-gae                        | MBC   |                     |
| 2017 | Rebel: Thief Who Stole the People                       | Hong-ah Mo-gae                        | MBC   | [ 8 ]               |
| 2024 | Knight Flower                                           | Seok Ji-sung                          | MBC   | [ 9 ] [ 10 ] [ 11 ] |

### Programas de variedades
| Año  | Título      | Canal | Notas   |
| ---- | ----------- | ----- | ------- |
| 2012 | Running Man | SBS   | ep. 107 |

### Presentador
| Año           | Título                     | Canal |
| ------------- | -------------------------- | ----- |
| 1998          | Tracking Events and People | SBS   |
| 2008-presente | I Would Like to Know       | SBS   |
| 2014          | Super Bike                 | XTM   |

## Premios y nominaciones
| Año  | Premio                            | Categoría                                             | Trabajo Nominado                     | Resultado |
| ---- | --------------------------------- | ----------------------------------------------------- | ------------------------------------ | --------- |
| 1997 | 18th Blue Dragon Film Awards      | Mejor actor de reparto                                | Maria and the Inn                    | Nominado  |
| 2000 | 37th Grand Bell Awards            | Mejor nuevo actor                                     | The Promenade                        | Nominado  |
| 2000 | SBS Drama Awards                  | Premio a la excelencia, Actor                         | Legends of Love, SWAT Police         | Ganó      |
| 2000 | SBS Drama Awards                  | Premio a gran estrella                                | Legends of Love, SWAT Police         | Ganó      |
| 2002 | KBS Drama Awards                  | Premio a la excelencia, Actor                         | Dawn of the Empire                   | Ganó      |
| 2003 | 39th Baeksang Arts Awards         | Mejor actor de TV                                     | Dawn of the Empire                   | Nominado  |
| 2006 | 29th Golden Cinematography Awards | Premio especial de jurado                             | My Boss, My Teacher                  | Ganó      |
| 2007 | 1st Korea Drama Awards            | Premio a la excelencia, Actor                         | My Husband's Woman                   | Ganó      |
| 2007 | SBS Drama Awards                  | Premio a la excelencia, Actor en Miniseries           | My Husband's Woman                   | Ganó      |
| 2011 | SBS Drama Awards                  | Premio especial, Actor en Drama Especial              | City Hunter                          | Nominado  |
| 2012 | 5th Korea Drama Awards            | Premio a la excelencia, Actor                         | The Chaser                           | Ganó      |
| 2012 | 1st K-Drama Star Awards           | Premio a la excelencia, Actor                         | The Chaser                           | Nominado  |
| 2012 | SBS Entertainment Awards          | Premio de reconocimiento                              | I Would Like to Know                 | Ganó      |
| 2012 | SBS Drama Awards                  | Premio a la excelencia, Actor en Miniseries           | The Chaser                           | Ganó      |
| 2013 | MBC Drama Awards                  | Premio de Oro, Actor                                  | Golden Rainbow                       | Ganó      |
| 2014 | 41st Korea Broadcasting Awards    | Mejor artista, Presentador                            | I Would Like to Know                 | Ganó      |
| 2014 | MBC Drama Awards                  | Premio a la excelencia, Actor en Miniseries           | A New Leaf                           | Ganó      |
| 2015 | 4th APAN Star Awards              | Premio a la excelencia, Actor en Drama largo          | The Jingbirok: A Memoir of Imjin War | Ganó      |
| 2017 | 10th Korea Drama Award            | Grand Prize (Daesang)                                 | Rebel: Thief Who Stole the People    | Ganó      |
| 2017 | 36th MBC Drama Award              | Best Character Award, Fighting Spirit Acting'         | Rebel: Thief Who Stole the People    | Nominado  |
| 2017 | 36th MBC Drama Award              | Top Excellence Award, Actor in a Monday-Tuesday Drama | Rebel: Thief Who Stole the People    | Nominado  |
| 2017 | 36th MBC Drama Award              | Grand Prize (Daesang)                                 | Rebel: Thief Who Stole the People    | Ganó      |
| 2018 | 54th Baeksang Arts Award          | Best Actor                                            | Rebel: Thief Who Stole the People    | Nominado  |
| 2019 | 2019 Best Star Award              | Best Lead Actor                                       | -                                    | Ganó      |